# Parc national Broadwater
Pour les articles homonymes, voir Broadwater.
Le parc national Broadwater est un parc national situé en Nouvelle-Galles du Sud en Australie à 577 km au nord-est de Sydney. 